# Сыцув (гмина)
Сыцув (пол. Syców) — городско-сельская гмина (волость) в Польше, входит как административная единица в Олесницкий повет, Нижнесилезское воеводство. Население — 16 374 человека (на 2004 год).

## Демография
| Перепись                       | Всего   | Всего | Женщины | Женщины | Мужчины | Мужчины |
| ------------------------------ | ------- | ----- | ------- | ------- | ------- | ------- |
| Единицы                        | человек | %     | человек | %       | человек | %       |
| Население                      | 16 374  | 100   | 8426    | 51,5    | 7948    | 48,5    |
| Плотность населения (чел./км²) | 113,1   | 113,1 | 58,2    | 58,2    | 54,9    | 54,9    |

## Сельские округа
1. Бискупице
2. Дролтовице
3. Дзялоша
4. Гашовице
5. Коморув
6. Новы-Двур
7. Страдомя-Вежхня
8. Щодрув
9. Слизув
10. Велёвесь
11. Вёска
12. Завада

## Поселения
1. Белявки
2. Блотник
3. Длуско
4. Лесенец
5. Лигота-Дзеславска
6. Малишув
7. Нивки-Гарбарске
8. Новы-Свят
9. Павелки
10. Павловице
11. Радзына
12. Свенты-Марек
13. Тши-Халупы
14. Видавки
15. Войцехово-Вельке
16. Завады
17. Зеленец

## Соседние гмины
1. Гмина Дзядова-Клода
2. Гмина Кобыля-Гура
3. Гмина Мендзыбуж
4. Гмина Олесница
5. Гмина Пежув
6. Гмина Твардогура